# زابرینا فیلتسموسر
زابرینا فیلتسموسر (آلمانی: Sabrina Filzmoser؛ زادهٔ ۱۲ ژوئن ۱۹۸۰) جودوکار زن اهل اتریش است.